# Ернст Андерсон
Ернст Андерссон (швед. Ernst Andersson; Гетеборг, 26. март 1909 — Гетеборг, 9. октобар 1989) био је шведски професионални фудбалер који је играо за Гетеборг. Представљао је Шведску на Светском првенству у фудбалу 1934.

## Каријера
Андерсон је изабран у репрезентацију Шведске за Светско првенство 1934. године, где је играо у оба меча Шведске на турниру када су у четвртфиналу изгубили против Немачке. Андерсон је такође изабран у тим за Олимпијске игре у Берлину 1936. године, али је одбио заједно са Фрицом Бергом и Арнеом Нибергом јер "нису желели да буду део Хитлерове пропагандне игре". Међутим, према Дагенсу Нихетеру, одбијање је било због „познатих политичких разлога – притиска синдиката Гетеборга“.
Андерсон, који је током већег дела своје клупске каријере играо за Гетеборг и тамо постао шампион Шведске 1935. и 1942. године, одиграо је укупно 29 међународних утакмица (без постигнутог гола) у годинама у периоду од 1931–1937.
Од сезоне 1941/42, Андерсон је био тренер за свој Гетеборг, који је већ у првој сезони освојио титулу. Међутим, након јесење сезоне 1942. Андерсон је окончао каријеру и такође напустио тренерски посао, који је у пролећном делу 1943. преузео Хенинг Свенсон.